# Copa espanyola d'hoquei sobre patins femenina 2007
La segona edició de la Copa espanyola d'hoquei patins femenina (en el moment anomenada Copa de la Reina) prengué part al Pavelló d'Arrotxapea de la ciutat de Pamplona el 24 i 25 de març de 2007.
Els àrbitres que van prendre part en aquesta competició foren: J. Carlos Bifet (Catalunya), Francisco Moreno (País Valencià), María Teresa Martínez (Galícia), Gonzalo Dapena (País Basc), Íñigo Zárate (País Basc) i Álvaro de la Hera (Castella).
El 21 de març se celebrà una roda de premsa a l'hotel Ciutat de Pamplona, tenint com a protagonistes la consellera de Benestar Social i Esports del Govern de Navarra, Maribel Gracía, a la regidora d'Esports de l'Ajuntament de Pamplona, Maite Mur, així com els presidents de la Federació Navarra de Patinatge, Miguel Galarraga, i de la Reial Federació Espanyola de Patinatge, Carmelo Paniagua.

## Participants
Els equips participants en la competició foren assignats per la Reial Federació Espanyola de Patinatge seguint criteris de mèrits esportius.
| - HC Raxoi - AD INEF Galicia - Club Ureca - Biesca Gijón HC | - Calzedonia Voltregà - Grup Clima Mataró - CE Arenys de Munt - Alcorcón Parque Lisboa |

## Competició

### Quadre de competició
|  | Quarts de final      | Quarts de final      |                      |   | Semifinals          | Semifinals          |  |  | Final | Final |
|  |                      |                      |                      |   |                     |                     |  |  |       |       |
|  | 24 de març 9:00 CET  |                      |                      |   |                     |                     |  |  |       |       |
|  |                      |                      |                      |   |                     |                     |  |  |       |       |
|  | CE Arenys de Munt    | 2                    |                      |   |                     |                     |  |  |       |       |
|  | CE Arenys de Munt    | 2                    | 24 de març 19:30 CET |   |                     |                     |  |  |       |       |
|  | CP Alcorcón          | 1                    |                      |   |                     |                     |  |  |       |       |
|  | CP Alcorcón          | 1                    | CE Arenys de Munt    | 0 |                     |                     |  |  |       |       |
|  | 24 de març 10:15 CET |                      | CE Arenys de Munt    | 0 |                     |                     |  |  |       |       |
|  |                      | Calzedonia Voltrega  | 4                    |   |                     |                     |  |  |       |       |
|  | Grup Clima Mataró    | Calzedonia Voltrega  | 4                    | 1 |                     |                     |  |  |       |       |
|  | Grup Clima Mataró    |                      | 25 de març 12:45 CET | 1 |                     |                     |  |  |       |       |
|  | Calzedonia Voltregà  | 2                    |                      |   |                     |                     |  |  |       |       |
|  | Calzedonia Voltregà  | 2                    | Calzedonia Voltrega  | 6 |                     |                     |  |  |       |       |
|  | 24 de març 11:30 CET |                      | Calzedonia Voltrega  | 6 |                     |                     |  |  |       |       |
|  |                      | Biesca Gijón HC      | 1                    |   |                     |                     |  |  |       |       |
|  | AD INEF Galicia      | Biesca Gijón HC      | 1                    | 2 |                     |                     |  |  |       |       |
|  | AD INEF Galicia      | 24 de març 20:45 CET |                      | 2 |                     |                     |  |  |       |       |
|  | Club Ureca           | 1                    |                      |   |                     |                     |  |  |       |       |
|  | Club Ureca           | 1                    | AD INEF Galicia      | 1 |                     |                     |  |  |       |       |
|  | 24 de març 12:45 CET |                      | AD INEF Galicia      | 1 |                     |                     |  |  |       |       |
|  |                      | Biesca Gijón HC      | 9                    |   | Tercer i quart lloc | Tercer i quart lloc |  |  |       |       |
|  | Biesca Gijón HC      | Biesca Gijón HC      | 9                    | 8 | Tercer i quart lloc | Tercer i quart lloc |  |  |       |       |
|  | Biesca Gijón HC      |                      | 25 de març 11:30 CET | 8 |                     |                     |  |  |       |       |
|  | HC Raxoi             | 0                    |                      |   |                     |                     |  |  |       |       |
|  | HC Raxoi             | 0                    | CE Arenys de Munt    | 1 |                     |                     |  |  |       |       |
|  |                      |                      |                      |   |                     |                     |  |  |       |       |
|  | AD INEF Galicia      | 0                    |                      |   |                     |                     |  |  |       |       |
|  | AD INEF Galicia      | 0                    |                      |   |                     |                     |  |  |       |       |

### Quarts de final
| 24 de març de 2007 9:00 |     |                           |                                |
| CE Arenys de Munt       | 2-1 | CP Alcorcón Parque Lisboa | Pavelló d'Arrotxapea Àrbitres: |
|                         |     |                           | Pavelló d'Arrotxapea Àrbitres: |

| 24 de març de 2007 10:15 |     |                     |                                |
| Grup Clima Mataró        | 1-2 | Calzedonia Voltregà | Pavelló d'Arrotxapea Àrbitres: |
|                          |     |                     | Pavelló d'Arrotxapea Àrbitres: |

| 24 de març de 2007 11:30 |     |            |                                |
| AD INEF Galicia          | 2-1 | Club Ureca | Pavelló d'Arrotxapea Àrbitres: |
|                          |     |            | Pavelló d'Arrotxapea Àrbitres: |

| 24 de març de 2007 12:45 |     |          |                                |
| Biesca Gijón HC          | 8-0 | HC Raxoi | Pavelló d'Arrotxapea Àrbitres: |
|                          |     |          | Pavelló d'Arrotxapea Àrbitres: |

### Del cinquè al vuitè lloc
| 24 de març de 2007 17:00  |     |                   |                                |
| CP Alcorcón Parque Lisboa | 2-1 | Grup Clima Mataró | Pavelló d'Arrotxapea Àrbitres: |
|                           |     |                   | Pavelló d'Arrotxapea Àrbitres: |

| 24 de març de 2007 18:15 |     |          |                                |
| Club Ureca               | 2-4 | HC Raxoi | Pavelló d'Arrotxapea Àrbitres: |
|                          |     |          | Pavelló d'Arrotxapea Àrbitres: |

### Semifinals
| 24 de març de 2007 19:30 |     |                     |                                |
| CE Arenys de Munt        | 0-4 | Calzedonia Voltregà | Pavelló d'Arrotxapea Àrbitres: |
|                          |     |                     | Pavelló d'Arrotxapea Àrbitres: |

| 24 de març de 2007 20:45 |     |                 |                                |
| AD INEF Galicia          | 1-9 | Biesca Gijón HC | Pavelló d'Arrotxapea Àrbitres: |
|                          |     |                 | Pavelló d'Arrotxapea Àrbitres: |

### Setè i vuitè lloc
| 25 de març de 2007 9:00 |     |            |                                |
| Grup Clima Mataró       | 7-0 | Club Ureca | Pavelló d'Arrotxapea Àrbitres: |
|                         |     |            | Pavelló d'Arrotxapea Àrbitres: |

### Cinquè i sisè lloc
| 25 de març de 2007 10:15  |     |          |                                |
| CP Alcorcón Parque Lisboa | 2-1 | HC Raxoi | Pavelló d'Arrotxapea Àrbitres: |
|                           |     |          | Pavelló d'Arrotxapea Àrbitres: |

### Tercer i quart lloc
| 25 de març de 2007 11:30 |     |                 |                                |
| CE Arenys de Munt        | 1-0 | AD INEF Galicia | Pavelló d'Arrotxapea Àrbitres: |
|                          |     |                 | Pavelló d'Arrotxapea Àrbitres: |

### Final
| Calzedonia Voltregà                  | 6‐1 | Biescas Gijón HC |
| ------------------------------------ | --- | ---------------- |
| Romero (2) · Giudicci (3) · Guerrero |     | Lee 42'          |

Pavelló d'Arrotxapea, Pamplona
| Calzedonia Voltregà | Biesca Gijón HC |

| #           | Pos. | Nom                  |  |
| ----------- | ---- | -------------------- |  |
| 1           | POR  | Laia Vives           |  |
| 3           |      | María Ferrón         |  |
| 4           |      | Daniela Guerrero     |  |
| 5           |      | Silvia Romero        |  |
| 6           |      | Mònica Piosa         |  |
| 7           |      | Anna Romero          |  |
| 8           |      | Montserrat Caralt    |  |
| 9           |      | Carla Giudicci       |  |
| 10          |      | Meritxell Puigdemunt |  |
| Entrenador  |      |                      |  |
| Raül Doblas |      |                      |  |

| Campió de la Copa de la Reina 2007 |
| ---------------------------------- |
| Calzedonia Voltregà Sego títol     |
| MVP                                |
| Carla Giudici                      |

| #          | Pos. | Nom             |  |
| ---------- | ---- | --------------- |  |
| 1          |      | Teresa Uxía     |  |
| 2          |      | Natasha Lee     |  |
| 3          |      | María Martínez  |  |
| 4          |      | Leticia Inestal |  |
| 5          |      | Marta Soler     |  |
| 6          |      | Barbara García  |  |
| 7          |      | Ainhoa García   |  |
| 8          |      | Carla García    |  |
| 9          |      | María Fernández |  |
| 10         | POR  | Christina Klein |  |
| Entrenador |      |                 |  |
|            |      |                 |  |

## Classificació final
| Equip | Equip                     | Pts | PJ | PG | PE | PP | GF | GC | DG  | Rend  |
| ----- | ------------------------- | --- | -- | -- | -- | -- | -- | -- | --- | ----- |
| 1r    | Calzedonia Voltregà       | 6   | 3  | 3  | 0  | 0  | 12 | 2  | +10 | 100%  |
| 2n    | Biesca Gijón HC           | 4   | 3  | 2  | 0  | 1  | 18 | 7  | +11 | 66,6% |
| 3r    | CE Arenys de Munt         | 4   | 3  | 2  | 0  | 1  | 3  | 5  | -2  | 66,6% |
| 4t    | AD INEF Galicia           | 2   | 3  | 1  | 0  | 2  | 3  | 11 | -8  | 33,3% |
| 5è    | CP Alcorcón Parque Lisboa | 4   | 3  | 2  | 0  | 1  | 5  | 4  | -1  | 66,6% |
| 6è    | HC Raxoi                  | 2   | 3  | 1  | 0  | 2  | 5  | 12 | -7  | 33,3% |
| 7è    | Grup Clima Mataró         | 2   | 3  | 1  | 0  | 2  | 9  | 4  | +5  | 33,3% |
| 8è    | Club Ureca                | 0   | 3  | 0  | 0  | 3  | 3  | 13 | -10 | 0%    |